# Bernard Voorhoof
Bernard Voorhoof (* 10. Mai 1910 in Lier, Provinz Antwerpen; † 18. Februar 1974 ebenda) war ein belgischer Fußballspieler auf der Position eines Stürmers. Er nahm an den ersten drei Fußball-Weltmeisterschaften teil und war mit 30 Treffern aus 68 Länderspielen bis 14. November 2017 (31. Tor in der Nationalmannschaft von Romelu Lukaku) Rekordtorjäger der belgischen Nationalmannschaft. In der höchsten belgischen Liga erzielte der Stürmer zwischen 1927 und 1948 281 Tore in 473 Partien.
Voorhoof begann mit dem Fußballspiel im Alter von 13 Jahren in seiner Heimatstadt beim Lierse SK. Bis 1926 blieb er bei Lierse, dann wechselte er innerhalb Liers, zunächst unter falschem Namen, zum TSV Lyra, da er beim Lierse SK weder Fußballschuhe noch Trikot gestellt bekam.
Nach einem Jahr kehrte er wieder zum LSK zurück und blieb dem Verein bis 1948 treu. Bereits am 16. Oktober 1927 gab er sein Debüt in der höchsten belgischen Spielklasse. In seiner ersten Saison kam er zu insgesamt 20 Einsätzen und erzielte elf Tore, dies führte dazu, dass er bereits im April 1928 erstmals in der belgischen Nationalelf zum Einsatz kam. In der Partie gegen Frankreich steuerte er beim 3:2-Erfolg einen Treffer bei, wurde aber dennoch nicht für die Olympischen Spiele im selben Jahr berücksichtigt.
Ein Jahr später konnte er sich in der Nationalmannschaft etablieren und wurde für die erste Weltmeisterschaft in Uruguay nominiert. Doch nach der dreiwöchigen Schiffsreise von Europa nach Südamerika, hatte Voorhoof mehrere Kilogramm Übergewicht und konnte seine Leistung nicht abrufen. So kam er bei diesem Turnier nur in der ersten Partie gegen die USA (0:3) zum Einsatz und wurde für das zweite Spiel nicht mehr aufgestellt.
In der belgischen Liga gewann er mit Lier 1932 seine erste Meisterschaft. Zwei Jahre später war er erneut für die Weltmeisterschaft nominiert. Da das Turnier 1934 im reinen K.-o.-System gespielt wurde, kam er nur zu einem Einsatz. Die Achtelfinalpartie verlor Belgien gegen die deutsche Elf mit 2:5, er erzielte aber beide Treffer seiner Mannschaft. Auch 1938 stand Voorhoof im Aufgebot Belgiens und kam auch hier beim Erstrundenaus gegen Frankreich (1:3) zum Einsatz. Voorhoof war einer der wenigen Spieler, der bei den drei ersten Weltmeisterschaften teilnahm und bei jeder zum Einsatz kam.
1940 wurde durch den Zweiten Weltkrieg seine Nationalmannschaftskarriere beendet. In 61 Spielen erzielte er 30 Tore, ein Wert den bislang nur Paul Van Himst ebenfalls erreichen konnte, der für dieselbe Anzahl an Toren allerdings 81 Länderspiele benötigte.
In der Liga gewann er derweil mit dem Lierse SK dreimal in Folge (1932, 1941 (inoffiziell) und 1942) die belgische Meisterschaft, wobei die beiden Titel 1940 und 1941 wegen der Kriegswirren nur inoffiziell als Meisterschaften gewertet werden.
Nach der Saison 1947/1948 musste Lier den Gang in die zweite belgische Liga antreten und Voorhoof verließ den Verein nach 21 Jahren und 281 Toren in 473 Spielen. Er spielte abschließend eine letzte, eher erfolglose, Saison als Spielertrainer beim Drittligisten Racing FC Montegnée. Dort brachte er es in 30 Ligaspielen auf 14 Treffer. Seine letzte Trainerstation war der FC Herentals, den er in der 3. Division zur Meisterschaft führte.
Er verstarb 63-jährig in seinem Geburtsort.